# 86e Legerkorps (Wehrmacht)
Het Duitse 86e Legerkorps (Duits: Generalkommando LXXXVI. Armeekorps) was een Duitse legerkorps van de Wehrmacht tijdens de Tweede Wereldoorlog. Het korps kwam alleen in actie aan het westelijke front.

## Krijgsgeschiedenis

### Oprichting
Het 86e Legerkorps werd opgericht op 19 november 1942 bei OB West.

### Inzet

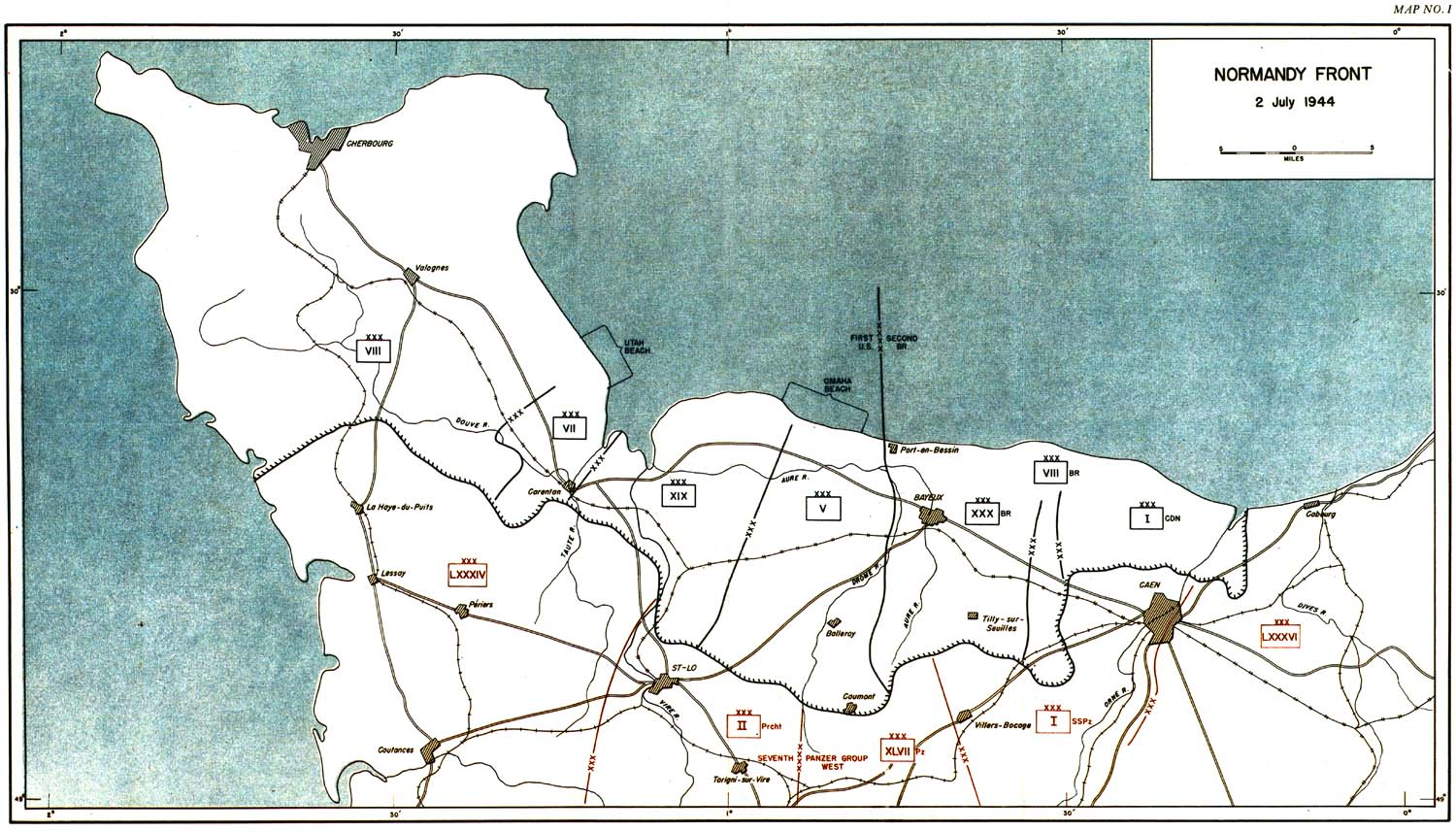
Kaart van Normandië op 2 juli 1944

Het korps kwam onder bevel van het 1e Leger en kreeg de verantwoordelijkheid over een deel van de kustverdediging aan de Atlantische kust, van de monding van de Garonne tot de Spaanse grens. Hier bleef het korps lange tijd in dezelfde positie. Dit veranderde pas na de geallieerde invasie in Normandië in juni 1944. Het korps werd daarop verplaatst en kreeg een stuk front toegewezen aan de oostzijde van Caen, tussen Cabourg en Troarn. Vanaf midden juni kwam het korps daar in actie. En kon grotendeels dit stuk front houden. Pas bij de uitbraak van de geallieerden bij Caen (Operatie Totalize) kwam er beweging. Terwijl een groot deel van de Duitse troepen in augustus in de Falaise pocket belandde, kon het korps daar buiten blijven. Maar ook diens troepen waren intussen zwaar aangeslagen. Nu begon de terugtrekking. Voor het korps liep dit meest langs de kust. Op 2 september was het korps al terug tot St. Omer in Noord-Frankrijk. Vervolgens werd het korps verplaatst naar de Nederlands-Duitse grens bij Venlo. Dit gedeelte van het front werd door de geallieerden aangevallen na de slag om Arnhem, om de corridor breder te maken. Het korps was hier o.a. in actie rondom Overloon in oktober en in bruggenhoofd Venlo in November. Daarna werd het korps noordelijk verplaatst, richting Wesel. In februari en maart werd het korps door verschillende geallieerde aanvallen naar de westoever van de Rijn verdreven. 

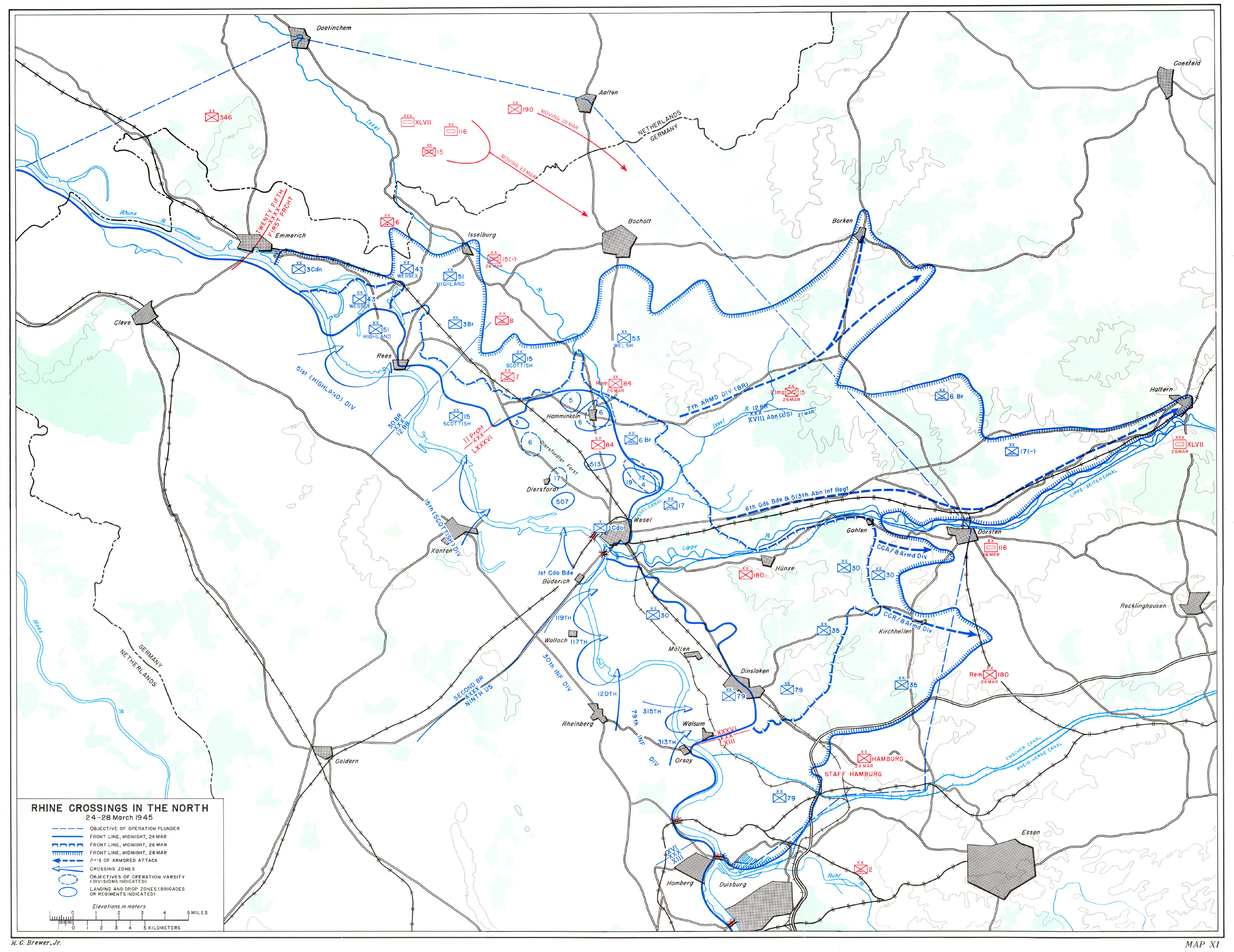
Kaart van Operatie Plunder

Op 23 maart 1945 staken de Britten de Rijn over rond Wesel in Operatie Plunder en het korps stond in het brandpunt van de strijd. Gedurende de volgende paar dagen werd het korps volledig uit elkaar geslagen en slechts resten konden ontkomen. De terugtocht van het korps ging richting noorden, langs de Nederlands-Duitse grens, in richting Emden.

De bevelhebber van het 1e Parachutistenleger, Generaloberst Student, werd naar Heeresgruppe Weichsel overgeplaatst en het 2e Parachutistenkorps werd verplaatst naar  SchleswigHolstein. Het bevel over alle legereenheden tussen de Dollard en de Wezer werd nu, op 28 april 1945, overgenomen door General der Infanterie Straube, tot nu toe de bevelhebber van het 86e Legerkorps. De eenheid werd nu Armee-Abteilung Straube genoemd.  De eenheden onder bevel waren niet veel meer dan Volkssturm, aan land vechtende Marine-eenheden, vervangingstroepen en zich nog in opleiding bevindende troepenonderdelen.

### Einde
Armee-Abteilung Straube capituleerde op 5 mei 1945 aan de Canadese troepen, als onderdeel van de capitulatie van alle Duitse strijdkrachten in Noordwest Duitsland, Nederland en Denemarken. Deze capitulatie was getekend door General-Admiral von Friedeburg tegenover de Britse Veldmaarschalk Montgomery op de Lüneburger Heide. Vanaf 08:00 uur vonden er geen bewegingen meer plaats in het gebied van Armee-Abteilung Straube.

## Bovenliggende bevelslagen
| Leger                     | Legergroep     | Plaats/regio                        | Begin             | Eind              |
| ------------------------- | -------------- | ----------------------------------- | ----------------- | ----------------- |
| Direct onder Heeresgruppe | Heeresgruppe D | Zuidwest-Frankrijk                  | 19 november 1942  | december 1943     |
| 1e Leger                  | Heeresgruppe D | Zuidwest Frankrijk                  | januari 1943      | 28 april 1944     |
| 1e Leger                  | Heeresgruppe G | Zuidwest Frankrijk                  | 28 april 1944     | 16 juni 1944      |
| Panzergruppe West         | Heeresgruppe B | Normandië                           | juni 1944         | 5 augustus 1944   |
| 5e Pantserleger           | Heeresgruppe B | Normandië                           | 5 augustus 1944   | 1 september 1944  |
| 15e Leger                 | Heeresgruppe B | Noord-Frankrijk                     | 1 september 1944  | 17 september 1944 |
| 1e Parachutistenleger     | Heeresgruppe B | Zuidoost Nederland                  | 17 september 1944 | 29 oktober 1944   |
| 5e Pantserleger           | Heeresgruppe B | Venlo                               | 30 oktober 1944   | 10 november 1944  |
| 1e Parachutistenleger     | Heeresgruppe B | Venlo                               | 11 november 1944  |                   |
| 1e Parachutistenleger     | Heeresgruppe H | Rijnland, Noordwest Duitsland       | december 1944     | 28 april 1945     |
| Direct onder Heeresgruppe | Heeresgruppe H | Noordwest Duitsland, Oost-Friesland | 28 april 1945     | 5 mei 1945        |

## Commandanten

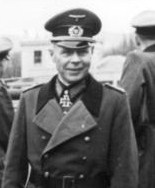
General Hans von Obstfelder

| Rang                     | Naam                     | Begin                 | Eind                              | Opmerking |
| ------------------------ | ------------------------ | --------------------- | --------------------------------- | --- |
| General der Infanterie   | Bruno Bieler             | 16 - 19 november 1942 | 1 mei 1943 - 28 augustus 1943     | |
| General der Pioniere     | Erwin Jaenecke           | 1 april 1943          | 3 juni 1943 - 25/28 augustus 1943 | Onbekend |
| General der Panzertruppe | Gustav Fehn              | 1 juli 1943           | 20 augustus 1943                  | (m.d.st.F.b.) (mit der stellvertretende Führung beauftragt) (vrije vertaling: met het plaatsvervangend leiderschap belast) |
| General der Infanterie   | Hans von Obstfelder      | 25 augustus 1943      | 1 oktober 1944                    | |
| General der Infanterie   | Gunther von Blummentritt | 1 oktober 1944        | 18 oktober 1944 - 1 november 1944 | |
| General der Infanterie   | Hans von Obstfelder      | 18 oktober 1944       | 30 november 1944                  | |
| General der Infanterie   | Carl Püchler             | 30 november 1944      | 15 - 17 december 1944             | |
| General der Infanterie   | Erich Straube            | 15 - 17 december 1944 | 28 april 1945 - 5 - 8 mei 1945    | |

### Chef des Generalstabes[3][4]
| Rang        | Naam                  | Begin            | Eind             | Opmerking |
| ----------- | --------------------- | ---------------- | ---------------- | --------- |
| Oberst i.G. | Hellmuth von Wissmann | 23 november 1942 | 15 december 1944 |           |
| Oberst i.G. | Ludwig Zoeller        | 15 december 1944 | 15 april 1945    |           |
| Oberst i.G. | Weller                | 15 april 1945    | 28 april 1945    |           |

### Eerste Generale Stafofficier (Ia)[3]
| Rang       | Naam              | Begin                          | Eind                             | Opmerking |
| ---------- | ----------------- | ------------------------------ | -------------------------------- | --------- |
| Major i.G. | Walter Carganico  | 3 december 1943 - 10 juni 1944 | 15 augustus 1944 - December 1944 |           |
| Major i.G. | Kurt Brzoska      | 15 augustus 1944               | 30 januari 1945                  |           |
| Major i.G. | Paul Delévièleuse | 30 januari 1945                | 28 april 1945 - 8 mei 1945       |           |